# Albert Picot
Albert Picot (* 2. April 1882 in Genf; † 9. Oktober 1966 ebenda, heimatberechtigt in Genf) war ein Schweizer Politiker (LPS).

## Biografie
Albert Picot wurde am 2. April 1882 in Genf als Sohn des Bundesrichters Ernest Picot geboren. Picot belegte zunächst ein Studium der Geisteswissenschaften in Genf und Heidelberg, anschliessend ein Studium der Rechte in Genf, Berlin und Paris. Seit 1907 war er als Anwalt in Genf tätig.
Daneben amtierte Picot als Vizepräsident des Schweizerischen Nationalfonds zur Förderung der wissenschaftlichen Forschung sowie als Gründungspräsident der Neuen Helvetischen Gesellschaft. Zudem lieferte Picot zahlreiche Publikationen, insbesondere über die Stadt Genf und einige ihrer einflussreichen Persönlichkeiten wie Henri Dufour und Gustave Ador.
Albert Picot war zunächst im Jahr 1918 als Sekretär der Schweizer Gesandtschaft in Paris angestellt. In der Folge vertrat er zwischen 1923 und 1931 die liberal-demokratische Fraktion im Genfer Grossrat. Im Anschluss gehörte er von 1931 bis 1959 dem Staatsrat, in dem er ab 1933 das Departement für Finanzen, Wirtschaft und Industrie sowie seit 1945 das Erziehungsdepartement leitete, an. Darüber hinaus sass er von 1935 bis 1949 im Nationalrat, dem er zwischen dem 1. Dezember 1947 und dem 6. Dezember 1948 als Präsident vorstand. Dort gehörte er zunächst der Finanzkommission und anschliessend der Kommission für auswärtige Angelegenheiten an. Danach war Picot noch zwischen 1949 und 1955 im Ständerat vertreten.
Albert Picots Engagement als Staatsrat galt der Schaffung des Genfer Flughafens, der Bahnverbindung Cornavin–La Praille und der Niederlassung des CERN im Kanton Genf. Ausserdem trat er als ein Verfechter des Frauenstimmrechts auf.
Er heiratete 1918 Andrée, die Tochter des Agraringenieurs Camille Edouard Amédée Rieder. Albert Picot verstarb am 9. Oktober 1966 im 85. Lebensjahr in Genf.